# 東経14度線
東経14度線（とうけい14どせん）は、本初子午線面から東へ14度の角度を成す経線である。北極点から北極海、ヨーロッパ、地中海、アフリカ、大西洋、南極海、南極大陸を通過して南極点までを結ぶ。
東経14度線は、西経166度線と共に大円を形成する。

## 通過する地域一覧
東経14度線は、北極点から南極点まで南に向かって以下の場所を通っている。
| 地理座標                                             | 国土・領土・領海         | 備考                                                                                          |
| ---------------------------------------------------- | ------------------------ | --------------------------------------------------------------------------------------------- |
| 北緯90度0分 東経14度0分 / 北緯90.000度 東経14.000度  | 北極海                   |                                                                                               |
| 北緯79度35分 東経14度0分 / 北緯79.583度 東経14.000度 | ノルウェー               | スピッツベルゲン島（スヴァールバル諸島）                                                      |
| 北緯77度25分 東経14度0分 / 北緯77.417度 東経14.000度 | 大西洋                   | ノルウェー海                                                                                  |
| 北緯68度20分 東経14度0分 / 北緯68.333度 東経14.000度 | ノルウェー               | ヴェストヴォーゴイ島                                                                          |
| 北緯68度12分 東経14度0分 / 北緯68.200度 東経14.000度 | 大西洋                   | ノルウェー海                                                                                  |
| 北緯67度17分 東経14度0分 / 北緯67.283度 東経14.000度 | ノルウェー               |                                                                                               |
| 北緯64度53分 東経14度0分 / 北緯64.883度 東経14.000度 | スウェーデン             |                                                                                               |
| 北緯64度29分 東経14度0分 / 北緯64.483度 東経14.000度 | ノルウェー               |                                                                                               |
| 北緯64度3分 東経14度0分 / 北緯64.050度 東経14.000度  | スウェーデン             | ヴェーネルン湖を通過                                                                          |
| 北緯55度25分 東経14度0分 / 北緯55.417度 東経14.000度 | バルト海                 |                                                                                               |
| 北緯54度4分 東経14度0分 / 北緯54.067度 東経14.000度  | ドイツ                   | ウーゼドム島                                                                                  |
| 北緯53度51分 東経14度0分 / 北緯53.850度 東経14.000度 | シュチェチン湾（英語版） |                                                                                               |
| 北緯53度46分 東経14度0分 / 北緯53.767度 東経14.000度 | ドイツ                   | メクレンブルク＝フォアポンメルン州 ブランデンブルク州 ザクセン州                              |
| 北緯50度49分 東経14度0分 / 北緯50.817度 東経14.000度 | チェコ                   |                                                                                               |
| 北緯48度43分 東経14度0分 / 北緯48.717度 東経14.000度 | オーストリア             |                                                                                               |
| 北緯46度29分 東経14度0分 / 北緯46.483度 東経14.000度 | スロベニア               |                                                                                               |
| 北緯45度31分 東経14度0分 / 北緯45.517度 東経14.000度 | クロアチア               | イストラ郡                                                                                    |
| 北緯44度48分 東経14度0分 / 北緯44.800度 東経14.000度 | アドリア海               |                                                                                               |
| 北緯42度41分 東経14度0分 / 北緯42.683度 東経14.000度 | イタリア                 | アブルッツォ州 モリーゼ州 - 5km ラツィオ州 モリーゼ州 - 6km カンパニア州 - 本土、プローチダ島 |
| 北緯40度45分 東経14度0分 / 北緯40.750度 東経14.000度 | 地中海                   | ティレニア海                                                                                  |
| 北緯38度2分 東経14度0分 / 北緯38.033度 東経14.000度  | イタリア                 | シチリア島                                                                                    |
| 北緯37度6分 東経14度0分 / 北緯37.100度 東経14.000度  | 地中海                   | ゴゾ島（ マルタ）のすぐ西を通過                                                               |
| 北緯32度44分 東経14度0分 / 北緯32.733度 東経14.000度 | リビア                   |                                                                                               |
| 北緯22度48分 東経14度0分 / 北緯22.800度 東経14.000度 | ニジェール               |                                                                                               |
| 北緯15度12分 東経14度0分 / 北緯15.200度 東経14.000度 | チャド                   | チャド湖内にナイジェリアとの国境がある                                                        |
| 北緯13度11分 東経14度0分 / 北緯13.183度 東経14.000度 | ナイジェリア             |                                                                                               |
| 北緯11度19分 東経14度0分 / 北緯11.317度 東経14.000度 | カメルーン               |                                                                                               |
| 北緯2度10分 東経14度0分 / 北緯2.167度 東経14.000度   | コンゴ共和国             |                                                                                               |
| 北緯1度25分 東経14度0分 / 北緯1.417度 東経14.000度   | ガボン                   |                                                                                               |
| 北緯0度23分 東経14度0分 / 北緯0.383度 東経14.000度   | コンゴ共和国             |                                                                                               |
| 南緯0度13分 東経14度0分 / 南緯0.217度 東経14.000度   | ガボン                   |                                                                                               |
| 南緯2度27分 東経14度0分 / 南緯2.450度 東経14.000度   | コンゴ共和国             |                                                                                               |
| 南緯4度28分 東経14度0分 / 南緯4.467度 東経14.000度   | コンゴ民主共和国         |                                                                                               |
| 南緯5度51分 東経14度0分 / 南緯5.850度 東経14.000度   | アンゴラ                 |                                                                                               |
| 南緯17度25分 東経14度0分 / 南緯17.417度 東経14.000度 | ナミビア                 |                                                                                               |
| 南緯21度49分 東経14度0分 / 南緯21.817度 東経14.000度 | 大西洋                   |                                                                                               |
| 南緯60度0分 東経14度0分 / 南緯60.000度 東経14.000度  | 南極海                   |                                                                                               |
| 南緯69度22分 東経14度0分 / 南緯69.367度 東経14.000度 | 南極大陸                 | ドローニング・モード・ランド（ ノルウェーが領有権を主張）                                     |